# Zwemmen op de Olympische Zomerspelen 2012 – 4×200 meter vrije slag vrouwen
De 4×200 meter vrije slag vrouwen op de Olympische Zomerspelen 2012 vond plaats op 1 augustus 2012, series en finale. Omdat het zwembad waarin de wedstrijd gehouden werd 50 meter lang is, bestond de race uit zestien baantjes. Na afloop van de series kwalificeerden de acht snelste ploegen zich voor de finale. Regerend olympisch kampioen was Australië.

## Records
Voorafgaand aan het toernooi waren dit het wereldrecord en het kampioenschapsrecord
| Wereldrecord     | China Yang Yu Zhu Qianwei Liu Jing Pang Jiaying                      | 7.42,08 | Rome   | 30 juli 2009     |
| Olympisch record | Australië Stephanie Rice Bronte Barratt Kylie Palmer Linda Mackenzie | 7.44,31 | Peking | 14 augustus 2008 |

## Uitslagen

### Series
| Rang | Namen                                                                 | Land             | Tijd    | Serie | Baan | Bijz. |
| ---- | --------------------------------------------------------------------- | ---------------- | ------- | ----- | ---- | ----- |
| 1    | Brittany Elmslie Angie Bainbridge Jade Neilsen Blair Evans            | Australië        | 7.49,44 | 1     | 4    | Q     |
| 2    | Lauren Perdue Shannon Vreeland Alyssa Anderson Dana Vollmer           | Verenigde Staten | 7.50,75 | 2     | 4    | Q     |
| 3    | Barbara Jardin Samantha Cheverton Amanda Reason Brittany MacLean      | Canada           | 7.50,84 | 1     | 5    | Q     |
| 4    | Alice Mizzau Alice Nesti Diletta Carli Federica Pellegrini            | Italië           | 7.52,75 | 2     | 6    | Q     |
| 5    | Ophélie-Cyrielle Étienne Margaux Farrell Mylène Lazare Camille Muffat | Frankrijk        | 7.52,88 | 1     | 3    | Q     |
| 6    | Zhu Qianwei Liu Jing Chen Qian Pang Jiaying                           | China            | 7.53,66 | 2     | 5    | Q     |
| 7    | Caitlin McClatchey Rebecca Turner Eleanor Faulkner Joanne Jackson     | Groot-Brittannië | 7.54,31 | 1     | 6    | Q     |
| 8    | Haruka Ueda Hanae Ito Yayoi Matsumoto Aya Takano                      | Japan            | 7.54,56 | 1     | 2    | Q     |
| 9    | Ágnes Mutina Zsuzsanna Jakabos Katinka Hosszú Evelyn Verrasztó        | Hongarije        | 7.54,58 | 2     | 3    |       |
| 10   | Melanie Costa Patricia Castro Lydia Morant Mireia Belmonte            | Spanje           | 7.54,59 | 1     | 1    |       |
| 11   | Tash Hind Samantha Lucie-Smith Amaka Gessler Melissa Ingram           | Nieuw-Zeeland    | 7.55,92 | 2     | 2    |       |
| 12   | Maria Baklakova Jelena Sokolova Veronika Popova Darja Beljakina       | Rusland          | 7.56,50 | 1     | 7    |       |
| 13   | Silke Lippok Theresa Michalak Annika Bruhn Daniela Schreiber          | Duitsland        | 7.58,93 | 2     | 7    |       |
| 14   | Sara Isakovič Anja Klinar Ursa Bezan Mojca Sagmeister                 | Slovenië         | 8.04,69 | 2     | 1    |       |
| 15   | Daryna Zevina Ganna Dzerkal Darja Stepanjoek Iryna Glavnyk            | Oekraïne         | 8.12,67 | 1     | 8    |       |
| 16   | Katarzyna Wilk Karolina Szczepaniak Diana Sokolowska Alexandra Putra  | Polen            | 8.13,76 | 2     | 8    |       |

### Finale
| Rang   | Namen                                                                  | Land             | Tijd    | Baan | Bijz. |
| ------ | ---------------------------------------------------------------------- | ---------------- | ------- | ---- | ----- |
| Goud   | Missy Franklin Dana Vollmer Shannon Vreeland Allison Schmitt           | Verenigde Staten | 7.42,92 | 5    | OR    |
| Zilver | Bronte Barratt Melanie Schlanger Kylie Palmer Alicia Coutts            | Australië        | 7.44,41 | 4    |       |
| Brons  | Camille Muffat Charlotte Bonnet Ophélie-Cyrielle Étienne Coralie Balmy | Frankrijk        | 7.47,49 | 2    |       |
| 4      | Barbara Jardin Samantha Cheverton Amanda Reason Brittany MacLean       | Canada           | 7.50,65 | 3    |       |
| 5      | Caitlin McClatchey Rebecca Turner Hannah Miley Joanne Jackson          | Groot-Brittannië | 7.52,37 | 1    |       |
| 6      | Wang Shijia Ye Shiwen Liu Jing Tang Yi                                 | China            | 7.53,11 | 7    |       |
| 7      | Alice Mizzau Alice Nesti Diletta Carli Federica Pellegrini             | Italië           | 7.56,30 | 6    |       |
| 8      | Haruka Ueda Hanae Ito Yayoi Matsumoto Aya Takano                       | Japan            | 7.56,73 | 8    |       |